# 2024-es Formula–1 belga nagydíj
A belga nagydíj a 2024-es Formula–1 világbajnokság tizennegyedik futama volt, amelyet 2024. július 26. és július 28. között rendeztek meg a Circuit de Spa-Francorchamps versenypályán, Spában.

## Választható keverékek
| Abroncs              | Friss | Használt |
| -------------------- | ----- | -------- |
| Kemény keverék (C2)  |       |          |
| Közepes keverék (C3) |       |          |
| Lágy keverék (C4)    |       |          |
| Átmeneti esőgumi (I) |       |          |
| Teljes esőgumi (W)   |       |          |

## Szabadedzések

### Első szabadedzés
A belga nagydíj első szabadedzését július 26-én, péntek délután tartották, magyar idő szerint 13:30-tól.
| helyezés | versenyző        | csapat/motor                 | elért idő  | különbség | futott kör |
| -------- | ---------------- | ---------------------------- | ---------- | --------- | ---------- |
| 1        | Max Verstappen   | Red Bull Racing-Honda RBPT   | 1:43,372   |           | 23         |
| 2        | Oscar Piastri    | McLaren-Mercedes             | 1:43,903   | +0,531    | 24         |
| 3        | Alexander Albon  | Williams-Mercedes            | 1:44,099   | +0,727    | 21         |
| 4        | George Russell   | Mercedes                     | 1:44,225   | +0,853    | 23         |
| 5        | Lewis Hamilton   | Mercedes                     | 1:44,279   | +0,907    | 21         |
| 6        | Charles Leclerc  | Ferrari                      | 1:44,306   | +0,934    | 25         |
| 7        | Sergio Pérez     | Red Bull Racing-Honda RBPT   | 1:44,329   | +0,957    | 22         |
| 8        | Lando Norris     | McLaren-Mercedes             | 1:44,415   | +1,043    | 24         |
| 9        | Carlos Sainz Jr. | Ferrari                      | 1:44,574   | +1,202    | 24         |
| 10       | Lance Stroll     | Aston Martin Aramco-Mercedes | 1:44,699   | +1,327    | 20         |
| 11       | Pierre Gasly     | Alpine-Renault               | 1:44,833   | +1,461    | 22         |
| 12       | Fernando Alonso  | Aston Martin Aramco-Mercedes | 1:44,921   | +1,549    | 19         |
| 13       | Daniel Ricciardo | RB-Honda RBPT                | 1:44,950   | +1,578    | 23         |
| 14       | Valtteri Bottas  | Kick Sauber-Ferrari          | 1:45,155   | +1,783    | 21         |
| 15       | Logan Sargeant   | Williams-Mercedes            | 1:45,311   | +1,939    | 20         |
| 16       | Cunoda Júki      | RB-Honda RBPT                | 1:45,564   | +2,192    | 23         |
| 17       | Nico Hülkenberg  | Haas-Ferrari                 | 1:45,645   | +2,273    | 19         |
| 18       | Kevin Magnussen  | Haas-Ferrari                 | 1:45,812   | +2,440    | 19         |
| 19       | Csou Kuan-jü     | Kick Sauber-Ferrari          | 1:45,995   | +2,623    | 23         |
| 20       | Esteban Ocon     | Alpine-Renault               | idő nélkül |           | 1          |

### Második szabadedzés
A belga nagydíj második szabadedzését július 26-én, péntek délután tartották, magyar idő szerint 17:00-tól.
| helyezés | versenyző        | csapat/motor                 | elért idő | különbség | futott kör |
| -------- | ---------------- | ---------------------------- | --------- | --------- | ---------- |
| 1        | Lando Norris     | McLaren-Mercedes             | 1:42,260  |           | 19         |
| 2        | Oscar Piastri    | McLaren-Mercedes             | 1:42,475  | +0,215    | 23         |
| 3        | Max Verstappen   | Red Bull Racing-Honda RBPT   | 1:42,477  | +0,217    | 26         |
| 4        | Charles Leclerc  | Ferrari                      | 1:42,837  | +0,577    | 23         |
| 5        | Carlos Sainz Jr. | Ferrari                      | 1:43,098  | +0,838    | 25         |
| 6        | George Russell   | Mercedes                     | 1:43,290  | +1,030    | 24         |
| 7        | Esteban Ocon     | Alpine-Renault               | 1:43,401  | +1,141    | 23         |
| 8        | Kevin Magnussen  | Haas-Ferrari                 | 1:43,485  | +1,225    | 21         |
| 9        | Sergio Pérez     | Red Bull Racing-Honda RBPT   | 1:43,504  | +1,244    | 24         |
| 10       | Lewis Hamilton   | Mercedes                     | 1:43,519  | +1,259    | 25         |
| 11       | Lance Stroll     | Aston Martin Aramco-Mercedes | 1:43,532  | +1,272    | 21         |
| 12       | Fernando Alonso  | Aston Martin Aramco-Mercedes | 1:43,538  | +1,278    | 24         |
| 13       | Valtteri Bottas  | Kick Sauber-Ferrari          | 1:43,675  | +1,415    | 24         |
| 14       | Daniel Ricciardo | RB-Honda RBPT                | 1:43,823  | +1,563    | 21         |
| 15       | Pierre Gasly     | Alpine-Renault               | 1:43,829  | +1,569    | 24         |
| 16       | Nico Hülkenberg  | Haas-Ferrari                 | 1:43,846  | +1,586    | 21         |
| 17       | Alexander Albon  | Williams-Mercedes            | 1:43,892  | +1,632    | 23         |
| 18       | Logan Sargeant   | Williams-Mercedes            | 1:44,226  | +1,966    | 24         |
| 19       | Csou Kuan-jü     | Kick Sauber-Ferrari          | 1:44,302  | +2,042    | 23         |
| 20       | Cunoda Júki      | RB-Honda RBPT                | 1:44,348  | +2,088    | 24         |

### Harmadik szabadedzés
A belga nagydíj harmadik szabadedzését július 27-én, szombat délután tartották, magyar idő szerint 12:30-tól.
| helyezés | versenyző        | csapat/motor                 | elért idő  | különbség | futott kör |
| -------- | ---------------- | ---------------------------- | ---------- | --------- | ---------- |
| 1        | Max Verstappen   | Red Bull Racing-Honda RBPT   | 2:01,565   |           | 4          |
| 2        | Oscar Piastri    | McLaren-Mercedes             | 2:02,998   | +1,433    | 4          |
| 3        | Pierre Gasly     | Alpine-Renault               | 2:03,175   | +1,610    | 5          |
| 4        | Lando Norris     | McLaren-Mercedes             | 2:03,372   | +1,807    | 4          |
| 5        | Esteban Ocon     | Alpine-Renault               | 2:05,250   | +3,685    | 7          |
| 6        | Charles Leclerc  | Ferrari                      | 2:06,033   | +4,468    | 4          |
| 7        | Lance Stroll     | Aston Martin Aramco-Mercedes | 2:06,037   | +4,472    | 4          |
| 8        | Valtteri Bottas  | Kick Sauber-Ferrari          | 2:06,492   | +4,927    | 7          |
| 9        | Lewis Hamilton   | Mercedes                     | 2:06,751   | +5,186    | 3          |
| 10       | Sergio Pérez     | Red Bull Racing-Honda RBPT   | 2:07,103   | +5,538    | 3          |
| 11       | Alexander Albon  | Williams-Mercedes            | 2:07,443   | +5,878    | 3          |
| 12       | Nico Hülkenberg  | Haas-Ferrari                 | 2:08,040   | +6,475    | 5          |
| 13       | Fernando Alonso  | Aston Martin Aramco-Mercedes | 2:08,071   | +6,506    | 4          |
| 14       | Daniel Ricciardo | RB-Honda RBPT                | 2:08,410   | +6,845    | 5          |
| 15       | Cunoda Júki      | RB-Honda RBPT                | 2:09,444   | +7,879    | 7          |
| 16       | Csou Kuan-jü     | Kick Sauber-Ferrari          | 2:11,109   | +9,544    | 7          |
| 17       | Logan Sargeant   | Williams-Mercedes            | 2:11,220   | +9,655    | 3          |
| 18       | George Russell   | Mercedes                     | idő nélkül |           | 2          |
| 19       | Carlos Sainz Jr. | Ferrari                      | idő nélkül |           | 2          |
| 20       | Kevin Magnussen  | Haas-Ferrari                 | idő nélkül |           | 2          |

## Időmérő edzés
A belga nagydíj időmérő edzését július 27-én, szombat délután tartották, magyar idő szerint 16:00-tól.
| helyezés | rajtszám | versenyző        | csapat/motor                 | 1. rész  | 2. rész  | 3. rész  | rajthely | futott kör |
| -------- | -------- | ---------------- | ---------------------------- | -------- | -------- | -------- | -------- | ---------- |
| 1        | 1        | Max Verstappen   | Red Bull Racing-Honda RBPT   | 1:54,938 | 1:53,837 | 1:53,159 | 11[a]    | 21         |
| 2        | 16       | Charles Leclerc  | Ferrari                      | 1:55,349 | 1:54,193 | 1:53,754 | 1        | 22         |
| 3        | 11       | Sergio Pérez     | Red Bull Racing-Honda RBPT   | 1:55,139 | 1:54,470 | 1:53,765 | 2        | 21         |
| 4        | 44       | Lewis Hamilton   | Mercedes                     | 1:55,692 | 1:54,037 | 1:53,835 | 3        | 22         |
| 5        | 4        | Lando Norris     | McLaren-Mercedes             | 1:55,582 | 1:54,358 | 1:53,981 | 4        | 24         |
| 6        | 81       | Oscar Piastri    | McLaren-Mercedes             | 1:54,835 | 1:54,136 | 1:54,027 | 5        | 23         |
| 7        | 63       | George Russell   | Mercedes                     | 1:55,353 | 1:54,095 | 1:54,184 | 6        | 22         |
| 8        | 55       | Carlos Sainz Jr. | Ferrari                      | 1:55,169 | 1:54,112 | 1:54,477 | 7        | 23         |
| 9        | 14       | Fernando Alonso  | Aston Martin Aramco-Mercedes | 1:55,489 | 1:54,258 | 1:54,765 | 8        | 23         |
| 10       | 31       | Esteban Ocon     | Alpine-Renault               | 1:55,417 | 1:54,460 | 1:54,810 | 9        | 23         |
| 11       | 23       | Alexander Albon  | Williams-Mercedes            | 1:55,722 | 1:54,473 |          | 10       | 16         |
| 12       | 10       | Pierre Gasly     | Alpine-Renault               | 1:54,911 | 1:54,635 |          | 12       | 17         |
| 13       | 3        | Daniel Ricciardo | RB-Honda RBPT                | 1:55,451 | 1:54,682 |          | 13       | 14         |
| 14       | 77       | Valtteri Bottas  | Kick Sauber-Ferrari          | 1:55,531 | 1:54,764 |          | 14       | 17         |
| 15       | 18       | Lance Stroll     | Aston Martin Aramco-Mercedes | 1:56,072 | 1:55,716 |          | 15       | 17         |
| 16       | 27       | Nico Hülkenberg  | Haas-Ferrari                 | 1:56,308 |          |          | 16       | 9          |
| 17       | 20       | Kevin Magnussen  | Haas-Ferrari                 | 1:56,500 |          |          | 17       | 9          |
| 18       | 22       | Cunoda Júki      | RB-Honda RBPT                | 1:56,593 |          |          | 20[b]    | 8          |
| 19       | 2        | Logan Sargeant   | Williams-Mercedes            | 1:57,230 |          |          | 18       | 8          |
| 20       | 24       | Csou Kuan-jü     | Kick Sauber-Ferrari          | 1:57,775 |          |          | 19[c]    | 9          |

Megjegyzések:
- ↑ a:  Max Verstappen autójába az ötödik belső égésű motoregységet építették be, ezért egy 10 helyes rajtbüntetést kapott.
- ↑ b:  Cunoda Júki autójában több alkatrészt is kicserélték, ezért a versenyt a mezőny végéről kezdhette meg.
- ↑ c:  Csou Kuan-jü feltartotta Verstappent az időmérő edzés során, ezért egy 3 helyes rajtbüntetést kapott.

## Futam
A belga nagydíj időmérő edzését július 28-án, vasárnap délután tartották, magyar idő szerint 15:00-tól.
| helyezés | rajtszám | versenyző        | csapat/motor                 | futott kör | idő/kiesés oka | rajthely | pont |
| -------- | -------- | ---------------- | ---------------------------- | ---------- | -------------- | -------- | ---- |
| 1        | 44       | Lewis Hamilton   | Mercedes                     | 44         | 1:19:57,566    | 3        | 25   |
| 2        | 81       | Oscar Piastri    | McLaren-Mercedes             | 44         | +1,173         | 5        | 18   |
| 3        | 16       | Charles Leclerc  | Ferrari                      | 44         | +8,549         | 1        | 15   |
| 4        | 1        | Max Verstappen   | Red Bull Racing-Honda RBPT   | 44         | +9,226         | 11       | 12   |
| 5        | 4        | Lando Norris     | McLaren-Mercedes}            | 44         | +9,850         | 4        | 10   |
| 6        | 55       | Carlos Sainz Jr. | Ferrari                      | 44         | +19,795        | 7        | 8    |
| 7        | 11       | Sergio Pérez     | Red Bull Racing-Honda RBPT   | 44         | +43,195        | 2        | 6+1  |
| 8        | 14       | Fernando Alonso  | Aston Martin Aramco-Mercedes | 44         | +49,963        | 8        | 4    |
| 9        | 31       | Esteban Ocon     | Alpine-Renault               | 44         | +52,552        | 9        | 2    |
| 10       | 3        | Daniel Ricciardo | RB-Honda RBPT                | 44         | +54,926        | 13       | 1    |
| 11       | 18       | Lance Stroll     | Aston Martin Aramco-Mercedes | 44         | +1:03,011      | 15       |      |
| 12       | 23       | Alexander Albon  | Williams-Mercedes            | 44         | +1:03,651      | 10       |      |
| 13       | 10       | Pierre Gasly     | Alpine-Renault               | 44         | +1:04,365      | 12       |      |
| 14       | 20       | Kevin Magnussen  | Haas-Ferrari                 | 44         | +1:06,631      | 14       |      |
| 15       | 77       | Valtteri Bottas  | Kick Sauber-Ferrari          | 44         | +1:10,638      | 14       |      |
| 16       | 22       | Cunoda Júki      | RB-Honda RBPT                | 44         | +1:16,737      | 20       |      |
| 17       | 2        | Logan Sargeant   | Williams-Mercedes            | 44         | +1:26,057      | 18       |      |
| 18       | 27       | Nico Hülkenberg  | Haas-Ferrari                 | 44         | +1:28,833      | 16       |      |
| Ki       | 24       | Csou Kuan-jü     | Kick Sauber-Ferrari          | 5          |                | 19       |      |
| Kiz[d]   | 63       | George Russell   | Mercedes                     | 44         | kizárva        | 6        |      |

Megjegyzés:
- ↑ d:  George Russell eredetileg az 1. helyen ért célba, de verseny után kizárták, mivel az autója nem érte el a minimum súlyhatárt a versenyt követően.

## A világbajnokság állása a verseny után
| H   | Versenyzők       | Pont | H   | Konstruktőrök                | Pont |
| --- | ---------------- | ---- | --- | ---------------------------- | ---- |
| 1.  | Max Verstappen   | 277  | 1.  | Red Bull Racing-Honda RBPT   | 408  |
| 2.  | Lando Norris     | 199  | 2.  | McLaren-Mercedes             | 366  |
| 3.  | Charles Leclerc  | 177  | 3.  | Ferrari                      | 345  |
| 4.  | Oscar Piastri    | 167  | 4.  | Mercedes                     | 266  |
| 5.  | Carlos Sainz Jr. | 162  | 5.  | Aston Martin Aramco-Mercedes | 73   |
| 6.  | Lewis Hamilton   | 150  | 6.  | RB-Honda RBPT                | 34   |
| 7.  | Sergio Pérez     | 131  | 7.  | Haas-Ferrari                 | 27   |
| 8.  | George Russell   | 116  | 8.  | Alpine-Renault               | 11   |
| 9.  | Fernando Alonso  | 49   | 9.  | Williams-Mercedes            | 4    |
| 10. | Lance Stroll     | 23   | 10. | Kick Sauber-Ferrari          | 0    |

(A teljes táblázat)

## Statisztikák
- Vezető helyen: 
  - Lewis Hamilton: 15 kör (3-10, 20-26)
  - George Russell: 14 kör (31-44)
  - Carlos Sainz Jr.: 7 kör (13–19)
  - Oscar Piastri: 4 kör (27-30)
  - Charles Leclerc: 4 kör (1–2, 11-12)
- Charles Leclerc 25. pole-pozíciója.
- Sergio Pérez 12. versenyben futott leggyorsabb köre.
- Lewis Hamilton 105. futamgyőzelme.
- A Mercedes 128. futamgyőzelme.
- Lewis Hamilton 201., Oscar Piastri 6., és Charles Leclerc 36. dobogós helyezése.
- A Mercedes, mint motorszállító 600. dobogós helyezése.